# Szubrachit
Szubrachit (arab. شبراخيت) – miasto w Egipcie, w muhafazie Al-Buhajra. W 2006 roku liczyło 28 505 mieszkańców.